# Пошехонцев Володимир Володимирович
Володимир Пошехонцев (азерб. Vladimir Poşexontsev, нар. 23 травня 1967) — український та азербайджанський футболіст, що грав на позиції півзахисника. По завершенні ігрової кар'єри — футбольний тренер. Виступав за національну збірну Азербайджану.

## Клубна кар'єра
У дорослому футболі дебютував 1988 року виступами за «Янгієр» в Другій лізі чемпіонату СРСР, проте зіграв лише один матч.
1991 року виступав у четвертому за рівнем дивізіоні СРСР за «Спартак» (Орел), взявши участь у 27 матчах чемпіонату. Після розвалу СРСР почав грати у Другій лізі Росії за «Шерстяник» з міста Невинномиськ.
Того ж року повернувся в Україну, де став виступати в першолігових клубах «Кристал» (Чортків), СК «Одеса», «Хімік» (Житомир), «Нафтохімік» (Кременчук) та «Авангард-Індустрія» (Ровеньки).
У 1998 році недовго пограв за аматорський «Дністер» (Овідіополь), після чого був запрошений в бакинський «Нефтчі», де провів два наступні сезони. В азербайджанській команді став володарем Кубку країни. Отримав азербайджанське громадянство.
Після повернення на Україну у 2000 році, провів один сезон у складі першолігового «Миколаєва», де виступав разом з іншим натуралізованим азербайджанцем — Олексієм Стукасом і майбутнім громадянином цієї країни — Олександром Чертогановим.
У сезоні 2001/02 виступав у складі новачка вищого молдовського дивізіону команди «Хеппі Енд».
З 2002 року грав в аматорських колективах Одеської області — «Ласуня» (Одеса), «Локомотив» (Одеса), «Реал» (Одеса), «Біляєвка», «Таврія-В-Радіалка» (Одеса) та «Реал Фарм» (Южне)
У 2011 році команда «Реал Фарм» заявилась до Другої ліги і Пошехонцев у 42-річному віці повернувся в професійний футбол, зігравши за команду протягом двох сезонів 30 матчів у другій лізі чемпіонату України, а також одну гру в національному кубку.

## Виступи за збірну
1999 року, виступаючи за «Нефтчі», прийняв азербайджанське громадянство і провів п'ять матчів у складі національної збірної Азербайджану.

## Тренерська кар'єра
На тренерську роботу перейшов у клубі «Реал Фарм», виступаючи в ролі граючого тренера.
У серпні 2012 року на запрошення старшого тренера молодіжної команди «Кривбасу» Олександра Грановського перейшов у тренерський штаб криворіжців.
Влітку 2013 повернувся в «Реал Фарму».
У 2013 році успішно пройшов атестацію і був допущений до навчання програмі «В»-диплом УЄФА.
З лютого 2014 року — тренер СДЮШОР «Чорноморець».